# ويليام جاكسون (لاعب كريكت)
ويليام جاكسون (5 أغسطس 1820 - ) (بالإنجليزية: William Jackson)‏ هو لاعب كريكت بريطاني.

## وصلات خارجية
- ويليام جاكسون على موقع إي آس بي آن كريك إنفو (الإنجليزية)